# Andy Smillie
Andy Smillie, diminutivo di Andrew Smillie (Ilford, 15 marzo 1941) è un ex calciatore inglese, di ruolo centrocampista.

## Carriera
Smillie dopo aver giocato per due stagioni nelle giovanili del West Ham Utd esordisce in prima squadra con gli Hammers (e contestualmente anche tra i professionisti) nella stagione 1958-1959, durante la quale gioca 4 partite nella prima divisione inglese con il club londinese; l'anno seguente scende in campo con maggior regolarità, disputando 13 partite e mettendo anche a segno 3 reti. Lascia infine il West Ham al termine della stagione 1962-1963, nella quale gioca ulteriori 3 partite di prima divisione, per scendere in terza divisione ad un altro club londinese, il Crystal Palace, con il quale nell'arco di un biennio segna in totale 23 reti in 53 partite di campionato giocate. Nel 1963 risale in seconda divisione, allo Scunthorpe Utd, con cui segna 2 gol in 13 presenze. Scende poi nuovamente in terza divisione, al Southend Utd: rimane agli Shrimps anche dopo la retrocessione in quarta divisione subita al termine della stagione 1965-1966, lasciando il club solo nel 1969 per passare al Gillingham, con cui gioca per un ulteriore biennio in quarta divisione. Nella parte finale della carriera gioca anche a livello semiprofessionistico con Folkestone Town e Ferndale.
In carriera ha totalizzato complessivamente 344 presenze e 64 reti nei campionati della Football League.